# Geranium collinum
Geranium collinum är en näveväxtart som beskrevs av Christian Friedrich Stephan och Carl Ludwig von Willdenow. Enligt Catalogue of Life ingår Geranium collinum i släktet nävor och familjen näveväxter, men enligt Dyntaxa är tillhörigheten istället släktet nävor och familjen näveväxter. Arten förekommer tillfälligt i Sverige, men reproducerar sig inte. Inga underarter finns listade i Catalogue of Life.